# Phare de Thunder Bay Island

Le phare de Thunder Bay Island (en anglais : Thunder Bay Island Light), est un phare de la rive ouest du lac Huron, situé à la pointe sud-est de Thunder Bay Island proche d'Alpena dans le Comté d'Alpena, Michigan. Il est l'un des plus anciens phares en activité du Michigan.
Ce phare est inscrit au Registre national des lieux historiques depuis le 19 juillet 1984 sous le n° 84001371  .

## Historique
Le premier phare sur cette île du lac Huron a été construit en 1831, mais il s'est désintégré presque immédiatement et a été reconstruit en 1832 en calcaire local. Cette tour de 12 m  a été élevée de 3 m en 1857 et gainée de briques. Une lentille de Fresnel de quatrième ordre a été installée. Une cloche de brume a été installée en 1858 et la maison du gardien de phare a été reconstruite en 1868.
Le phare était habité pendant les saisons de navigation dans les Grands Lacs de 1832 jusqu'à son automatisation en 1983, soit plus de 150 ans.

### Statut actuel
Le phare de Thunder Bay Island a été automatisé en 1983 et a été ajouté au registre national des lieux historiques le 19 août 1984. Cependant, les ressources du phare et des infrastructures adjacentes se sont détériorées depuis l'automatisation. En 1997, la Garde côtière des États-Unis a loué le phare à la Thunder Bay Island Preservation Society (TBILPS) .
Sous la direction de TBILPS, la lumière a fait l'objet d'un intense effort de sauvetage.

## Description
Le phare  est une tour conique en brique, avec galerie et lanterne de 15 m de haut, attachée à une maison de gardien de deux étages. La tour est peinte en blanc et la lanterne est rouge. Il émet, à une hauteur focale de 19 m, un flash vert par période de 10 secondes. Sa portée est de 16 milles nautiques (environ 30 km).

## Caractéristiques dufeu maritime
Fréquence : 10 secondes (G)
- Lumière : 1 seconde
- Obscurité : 9 secondes

Identifiant : ARLHS : USA-847 ; USCG :  7-11495 .

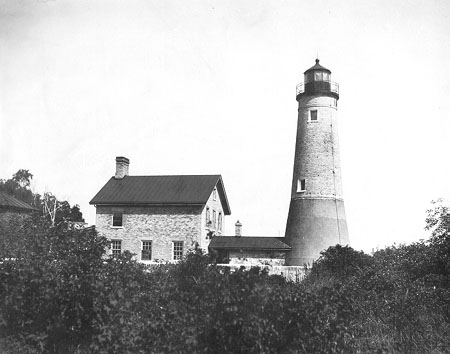
Le phare (photo USCG)
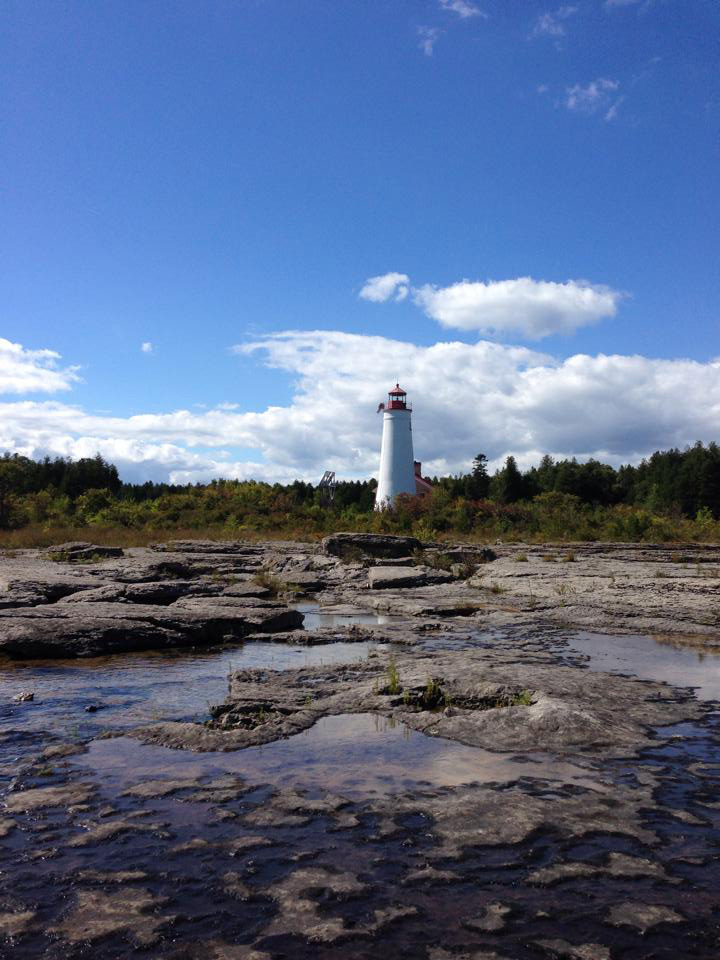
Le phare

### Lien connexe
- Liste des phares au Michigan